# Ceylonsabeltimalia
Ceylonsabeltimalia (Pomatorhinus melanurus) är en fågel i familjen timalior inom ordningen tättingar.

## Utseende
Ceylonsabeltimalia är en rätt liten (19–22 cm) sabeltimalia. Den har mörkt öga, ett tydligt vitt ögonbrynsstreck, svart ansikte och vitt på strupe och bröst. Ovansidan är rödbrun, medan den är grå till svartaktig på halssida, flanker och undergump. Liknande gråkronad sabeltimalia har ljust öga och saknar det svarta på flankerna.

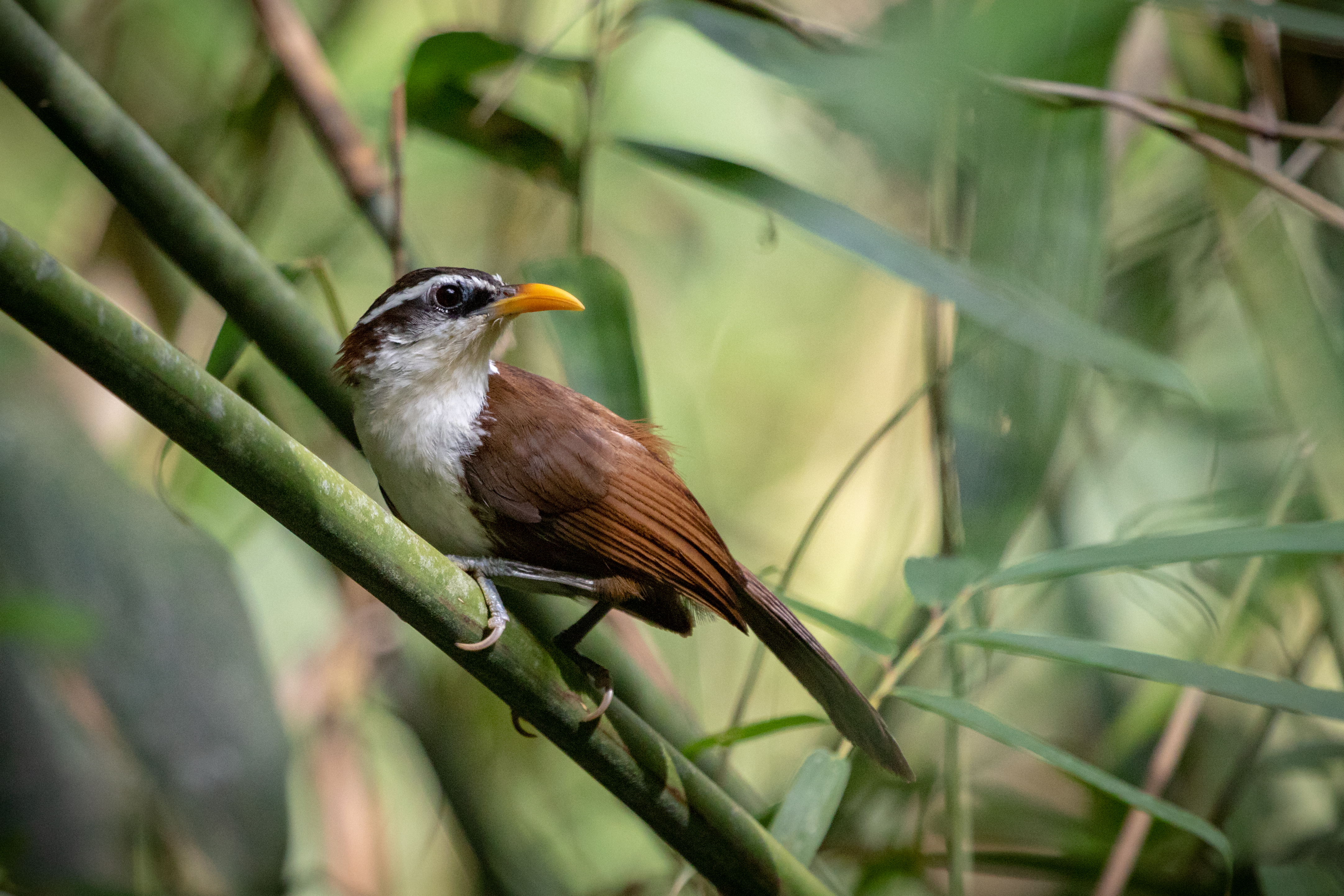

## Utbredning och systematik
Ceylonsabeltimalia förekommer enbart på Sri Lanka. Den bdelas in i två underarter med följande utbredning:
- Pomatorhinus melanurus melanurus – fuktiga låglänta och västliga höglänta områden på sydcentrala Sri Lanka
- Pomatorhinus melanurus holdsworthi – torra låglänta och östliga höglänta områden på sydcentrala Sri Lanka

## Status och hot
Arten har ett stort utbredningsområde, men tros minska i antal, dock inte tillräckligt kraftigt för att den ska betraktas som hotad. Internationella naturvårdsunionen IUCN listar arten som livskraftig (LC). Världspopulationen har inte uppskattats men den beskrivs som vanlig.